# Sungai Tunu Barat
Sungai Tunu Barat is een bestuurslaag in het regentschap Zuid-Pesisir van de provincie West-Sumatra, Indonesië. Sungai Tunu Barat telt 2708 inwoners (volkstelling 2010).